# シグナル (小説)
『シグナル』は、関口尚による青春小説。2008年2月22日に幻冬舎より刊行された。谷口正晃監督により2012年に映画化。

## あらすじ
大学の夏休みの間だけ故郷の古い映画館でバイトを始めた恵介。映写技師のルカは三年間外へ一歩も出ることなく映写室で暮らしているらしい。支配人から「月曜日はルカをそっとしておく」「ルカとの恋愛は禁止」「ルカの過去について質問してはいけない」の三つのルールを言い渡される。交流を深めていくさなか、ウルシダ レイジという男が現れる。

## 書誌情報
- シグナル（2008年2月22日、幻冬舎、ISBN 978-4-344-01464-0）単行本343ページ
- シグナル（2010年10月8日、幻冬舎、ISBN 978-4-344-41550-8）文庫397ページ

## 映画

### キャスト
- 宮瀬恵介（西島隆弘）大学生、長男
  - 宮瀬雄二（おかやまはじめ）父
  - 宮瀬路子（宮田早苗）母
  - 宮瀬春人（白石隼也）次男
- 杉本流花（三根梓）映写技師
  - 杉本流花（柴田杏花）幼少期
  - 杉本剛造（宇津井健）
- ウルシダ レイジ（高良健吾）
- 南川健吾（井上順）映画館支配人
- 江花さおり（友利恵）
- 神崎杏奈（趣里）
- 南川妙子（梅沢昌代）
- その他出演者 - 宮本茉莉